# Ferulago antiochia
Ferulago antiochia är en flockblommig växtart som beskrevs av Saya och Miski. Ferulago antiochia ingår i släktet Ferulago och familjen flockblommiga växter. Inga underarter finns listade i Catalogue of Life.